# Graeme Rootham
Graeme Rootham, född 7 mars 1948, är en friidrottare från Australien. Han deltog vid olympiska sommarspelen 1972.